# Ungarische Eishockeyliga 1946/47
Die Saison 1946/47 war die zehnte Spielzeit der ungarischen Eishockeyliga, der höchsten ungarischen Eishockeyspielklasse. Meister wurde zum ersten Mal in der Vereinsgeschichte überhaupt MTK Budapest.

## Modus
In der Hauptrunde absolvierte jede der fünf Mannschaften insgesamt acht Spiele. Der Erstplatzierte der Hauptrunde wurde Meister. Für einen Sieg erhielt jede Mannschaft zwei Punkte, bei einem Unentschieden gab es einen Punkt und bei einer Niederlage null Punkte.

## Hauptrunde

### Tabelle
|    | Klub             | Sp | S | U | N | Tore   | Punkte |
| -- | ---------------- | -- | - | - | - | ------ | ------ |
| 1. | MTK Budapest     | 8  | 7 | 1 | 0 | 127:16 | 15     |
| 2. | Ferencvárosi TC  | 8  | 6 | 1 | 1 |        | 13     |
| 3. | Csepel Budapest  | 8  | 3 | 0 | 5 |        | 6      |
| 4. | Budapesti Postás | 8  | 3 | 0 | 5 | 19:65  | 6      |
| 5. | MHC Budapest     | 8  | 0 | 0 | 8 |        | 0      |

Sp = Spiele, S = Siege, U = unentschieden, N = Niederlagen, OTS = Overtime-Siege, OTN = Overtime-Niederlage, SOS = Penalty-Siege, SON = Penalty-Niederlage